# 纤梗蒿
纤梗蒿（学名：Artemisia pewzowii）为菊科蒿属的植物。分布于俄罗斯以及中国大陆的青海、新疆、西藏等地，生长于海拔2,800米至3,800米的地区，多生在荒漠草原或砾质坡地等，目前尚未由人工引种栽培。